# Studio KO
Studio KO est une agence d'architecture et d'architecture intérieure créée en 2000 et dirigée par Karl Fournier et Olivier Marty,[source insuffisante],. Elle se dote, en 2001, d’une antenne à Marrakech. 
Constituée d’une soixantaine de collaborateurs[réf. nécessaire], elle compte un architecte associé, Nabil Afkiri qui dirige le studio de Paris.
L'une des plus importantes réalisations de Studio KO est le Musée Yves-Saint-Laurent de Marrakech inauguré en 2017, et distingué par le Grand Prix Afex 2018,,. L'agence a également travaillé sur les restaurants du chef Cyril Lignac, sur le Chiltern Firehouse (en) de Londres – avec le magnat de l’hôtellerie André Balazs –, et sur la villa tangéroise de Pierre Bergé.